# Manuel Maria Barbosa du Bocage
Pour les articles homonymes, voir Barbosa et Bocage (homonymie).
Manuel Maria de Barbosa l'Hedois du Bocage, né à Setúbal le 15 septembre 1765 et mort à Lisbonne le 21 décembre 1805, est un poète portugais.
Bocage était le fils de José Luís Soares de Barbosa, avocat, et de Mariana Joaquina Xavier l'Hedois Lustoff du Bocage, dont le père était français.
La poésie de Bocage s'insère dans une période de transition entre le classicisme et le romantisme qui a eu une expression significative dans la littérature portugaise du XIXe siècle. Il a écrit sous le nom de plume de « Elmano Sadino ».
En 1982, il fut représenté sur les billets de banque portugais de 100 escudos.